# Jennifer González
Jennifer González (* 11. Juni 1990) ist eine chilenische Leichtathletin, die sich auf den Langstreckenlauf spezialisiert hat.

## Sportliche Laufbahn
Erste internationale Erfahrungen sammelte Jennifer González im Jahr 2013, als sie bei den Juegos Bolivarianos in Trujillo im 10.000-Meter-Lauf nicht ins Ziel gelangte. Im Jahr darauf nahm sie erstmals an den Südamerikaspielen in Santiago de Chile teil und belegte dort in 17:26,76 min den achten Platz im 5000-Meter-Lauf und kam über 10.000 Meter nicht ins Ziel. 2017 kam sie bei den Südamerikameisterschaften in Luque über 5000 und 10.000 Meter nicht ins Ziel und anschließend gelangte sie bei den Juegos Bolivarianos in Santa Marta mit 17:15,80 min auf Rang acht über 5000 Meter. 2022 erreichte sie bei den Ibero-Amerikanischen Meisterschaften in La Nucia mit 1:19:00 h Rang zehn im Halbmarathon und wurde dann auch bei den Halbmarathon-Südamerikameisterschaften in Buenos Aires in 1:15:08 h Zehnte. Im Oktober nahm sie erneut an den Südamerikaspielen in Asunción teil und klassierte sich dort mit 35:54,63 min auf dem achten Platz über 10.000 Meter.
In den Jahren 2018 und 2021 wurde González chilenische Meisterin im 5000-Meter-Lauf sowie 2021 auch über 10.000 Meter.

## Persönliche Bestleistungen
- 3000 Meter: 9:51,70 min, 14. März 2015 in Concepción
- 5000 Meter: 16:19,52 min, 19. März 2022 in Concepción
- 10.000 Meter: 34:38,57 min, 5. März 2022 in Temuco
- Halbmarathon: 1:15:08 h, 21. August 2022 in Buenos Aires